# 叶新公路
叶新公路是中華人民共和國上海市松江區、金山区的一条道路。该道路东與车亭公路相接，西至浙江省嘉兴市。道路全长33公里，沥青混凝土路面。该道路朱枫公路以东段被编为上海 324省道的一部分。路名來自於最初的道路起迄点地名首字（葉榭鎮、新浜鎮）。該道路最初的泖港镇至新浜鎮路段称泖新公路；奉贤肖塘至叶榭鎮路段称肖泖公路。1982年、1989年兩條道路分别建成三级公路。1998年拓宽改建，1999年9月建成叶新公路，當時道路最西面至朱枫公路。2020年12月28日，叶新公路的西延伸段金山区朱枫公路至浙江姚杨公路的路段建成通車。

## 主要交会道路（东向西）
- 车亭公路接大叶公路
- 沈海高速、叶旺公路
- 松卫北路
- 松金公路
- 辰塔公路
- 上海绕城高速
- 沪昆高速 杭州湾环线高速（新浜立交）
- 朱枫公路
- 万泰路（嘉兴姚庄镇）